# .hm
.hm — в Інтернеті, національний домен верхнього рівня (ccTLD) для островів Герд і Макдональд.